# Stary Przylep
Stary Przylep (niem. Alt Prilipp, nazwa przejściowa – Stara Filipówka) – wieś w Polsce położona w województwie zachodniopomorskim, w powiecie pyrzyckim, w gminie Warnice.
W latach 1975–1998 miejscowość administracyjnie należała do województwa szczecińskiego.

## Historia
Wieś położona na krawędzi morenowej i obniżenia dawnego Pramiedwia. Wieś należała w XII w. do cystersów z Kołbacza. Podczas wojny trzydziestoletniej (1637 r.) zabudowa wsi została zniszczona przez Szwedów. W 1935 r. przebywała tutaj na spotkaniu z polskimi robotnikami rolnymi pisarka Kazimiera Iłłakowiczówna i polski konsul ze Szczecina p. Sztark. Powołano wówczas koło Polskiego Zjednoczenia Pracy w Niemczech.

## Zabytki
- kościół o gotyckim kształcie z barokowym detalem ozdobnym dodanym w XIV w.[7], murowany, otynkowany z XVII/XVIII w., przebudowany w XVII w., dodano wówczas wieżę zwieńczoną barokowym hełmem (obecnie nowy, dzwonowaty z latarenką). Zabytkowy dzwon[6].

## Rezerwat Stary Przylep
Około 1 km na południe od wsi, na malowniczym zboczu opadającym ku dolinie Płoni, stepowy rezerwat przyrody utworzony w 1974 roku dla zachowania zbiorowiska rzadkich gatunków roślin kserotermicznych, m.in. rośnie tam ostnica włosowata, wężymord stepowy, ostrołódka kosmata i traganek duński.